# Alexandre Tharaud
Alexandre Tharaud (París, 9 de diciembre de 1968) es un pianista francés. Su amplio repertorio abarca desde los autores barrocos franceses y Bach hasta la música contemporánea de Mauricio Kagel.

## Biografía
Alexandre Tharaud por iniciativa de sus padres entró al conservatorio a estudiar con Carmen Taccon-Devenat, discípula de Marguerite Long y a los 14 años al Conservatoire de Paris en la clase de Germaine Mounier. Se perfecciona con Theodor Paraskivesco, Claude Helffer, Leon Fleisher y Nikita Magaloff.
En 1987, gana el Maria Canals de Barcelona y de Senigallia en Italie. En 1989, el segundo premio del concurso de Múnich.
Recuerda su curiosa experiencia con la banda sonora de Amour en 2012. “Haneke quería que participase en su película pero que tocase Schubert como Radu Lupu; fue una experiencia fascinante ser actor por tres días y reconozco que hice todo lo que pude para que mi Schubert fuese algo más lento y denso como el pianista rumano”.
Graba para los sellos Harmonia Mundi y Virgin Classics.

## Premios y condecoraciones
- Grand Prix de Académie Charles-Cros (1997) (2003).
- Choc du Monde la Musique, Diapason d'or Arte, 2011
- Caballero de la Ordre des Arts et des Lettres.[4] (2009)
- Victoires de la musique classique (2012)

## Método de trabajo
Se niega a tener un piano en su casa, por su creencia de que comenzaría a preferir el placer de la improvisación a la necesidad del trabajo riguroso.

## Filmografía
- 2012: Amor - Él mismo (Alexandre)

## Discografía
- Thierry Pécou, Outre-mémoire.
- Franz Schubert, Moments Musicaux, Sonate D.664, Deutsche D.783
- Rameau, Suites en la et en sol.
- Schubert, Divertissement à la hongroise, Zhu Xiao-Mei.
- Bach, Concertos italiens, Harmonia Mundi.
- Schubert, Sonate Arpegione pour violoncelle et piano, Jean-Guihen Queyras.
- Emmanuel Chabrier, Intégrale de l'œuvre pour piano.
- Couperin, Tic toc choc.
- Poulenc, Intégrale de la musique de chambre, Naxos.
- Thierry Pécou, l'Oiseau innumérable, Harmonia Mundi.
- Chopin, Préludes opus 28, Harmonia Mundi.
- Boulez, Messiaen, Jolivet, Dutilleux, Varèse
- Poulenc, Debussy, Intégrale de l'œuvre pour violoncelle et piano, Jean-Guihen Queyras, Harmonia Mundi.
- Poulenc, Pièces pour piano, Arion.
- Chopin, Journal intime, Virgin Classics.
- Satie, Avant-dernières pensées, Harmonia Mundi.
- Chopin, Intégrale des valses, Harmonia Mundi.
- Scarlatti, Alexandre Tharaud plays Scarlatti.
- Bach, Concertos pour piano.
- Amor (film de Michael Haneke). Franz Schubert, Beethoven, Bach.
- Le Bœuf sur le toit. Juliette, Madeleine Peyroux, Natalie Dessay, Bénabar, Guillaume Gallienne, Jean Delescluse, Frank Braley.